# Таёжно-Александровка
Таёжно-Александровка — посёлок в Мариинском районе Кемеровской области. Входит в состав Таёжно-Михайловского сельского поселения.

## География
Центральная часть населённого пункта расположена на высоте 124 метров над уровнем моря.

## Население
| 2010 |
| ---- |
| 40   |